# Campeonato Africano de Atletismo de 1993
A 9ª edição do Campeonato Africano de Atletismo foi organizado pela Confederação Africana de Atletismo no período de 23 a 27 de junho de 1993 no Moses Mabhida Stadium, em Durban, na África do Sul. Foram disputadas 41 provas, com a presença de 294 atletas de 32 nacionalidades. 

## Medalhistas

### Masculino
| Evento                  | Ouro                                         | Ouro     | Prata                                   | Prata    | Bronze                           | Bronze   |
| ----------------------- | -------------------------------------------- | -------- | --------------------------------------- | -------- | -------------------------------- | -------- |
| 100 metros              | Daniel Effiong · Nigéria                     | 10.39    | Jean-Olivier Zirignon · Costa do Marfim | 10.53    | Nelson Boateng · Gana            | 10.55    |
| 200 metros              | Johan Rossouw · África do Sul                | 20.65    | Oluyemi Kayode · Nigéria                | 20.79    | Nelson Boateng · Gana            | 21.01    |
| 400 metros              | Kennedy Ochieng · Quénia                     | 45.29    | Ibrahim Hassan · Gana                   | 45.90    | Simon Kemboi · Quénia            | 46.06    |
| 800 metros              | Sammy Langat · Quénia                        | 1:45.43  | Paul Ruto · Quénia                      | 1:45.99  | Arthémon Hatungimana · Burundi   | 1:46.42  |
| 1 500 metros            | David Kibet · Quénia                         | 3:45.67  | Johan Landsman · África do Sul          | 3:46.03  | Johan Fourie · África do Sul     | 3:46.22  |
| 5 000 metros            | Simon Chemoiywo · Quénia                     | 13:09.68 | Haile Gebrselassie · Etiópia            | 13:10.41 | Worku Bikila · Etiópia           | 13:12.53 |
| 10 000 metros           | William Sigei · Quénia                       | 27:25.23 | Fita Bayissa · Etiópia                  | 27:26.90 | Haile Gebrselassie · Etiópia     | 27:30.17 |
| 110 metros barreiras    | Kobus Schoeman · África do Sul               | 13.93    | Moses Oyiki Orode · Nigéria             | 14.21    | Winpie Nel · África do Sul       | 14.22    |
| 400 metros barreiras    | Erick Keter · Quénia                         | 49.38    | Dries Vorster · África do Sul           | 49.59    | Hamidou Mbaye · Senegal          | 50.22    |
| 3 000 metros obstáculos | Joseph Keter · Quénia                        | 8:22.34  | Christopher Kosgei · Quénia             | 8:24.58  | Simretu Alemayehu · Etiópia      | 8:31.51  |
| 4×100 metros estafetas  | Gana                                         | 39.53    | Nigéria                                 | 39.97    | África do Sul                    | 40.25    |
| 4×400 metros estafetas  | Quénia                                       | 3:03.10  | Nigéria                                 | 3:06.03  | Senegal                          | 3:06.38  |
| 20 km marcha            | Getachew Demisse · Etiópia                   | 1:28:56  | Chris Britz · África do Sul             | 1:29:28  | Riecus Blignouat · África do Sul | 1:30:55  |
| Salto em altura         | Flippie van Vuuren · África do Sul           | 2.22     | Khemraj Naiko · Maurícia                | 2.19     | Pierre Vorster · África do Sul   | 2.13     |
| Salto à vara            | Okkert Brits · África do Sul                 | 5.40     | Riaan Botha · África do Sul             | 5.20     | Brian Mardaymootoo · Maurícia    | 4.60     |
| Salto em comprimento    | Obinna Eregbu · Nigéria                      | 8.32w    | Ayodele Aladefa · Nigéria               | 8.05w    | James Sabulei · Quénia           | 7.99     |
| Salto triplo            | Toussaint Rabenala · Madagascar              | 16.72    | Wikus Olivier · África do Sul           | 16.35    | Paul Nioze · Seicheles           | 16.11    |
| Lançamento do peso      | Carel le Roux · África do Sul                | 18.29    | Chima Ugwu · Nigéria                    | 18.07    | Jaco Snyman · África do Sul      | 17.38    |
| Lançamento do disco     | Mickael Conjungo · República Centro-Africana | 59.92    | Christo Kruger · África do Sul          | 54.42    | Dawie Kok · África do Sul        | 54.08    |
| Lançamento do martelo   | Hakim Toumi · Argélia                        | 69.82    | Samir Haouam · Argélia                  | 63.76    | Charlie Koen · África do Sul     | 60.46    |
| Lançamento do dardo     | Tom Petranoff · África do Sul                | 82.40    | Phillip Spies · África do Sul           | 77.68    | Louis Fouché · África do Sul     | 77.10    |
| Decatlo                 | Pierre Faber · África do Sul                 | 7164     | Danie van Wyk · África do Sul           | 7108     | Hassan Farouk Sayed · Egito      | 6770     |

### Feminino
| Evento                 | Ouro                                | Ouro     | Prata                                | Prata    | Bronze                            | Bronze   |
| ---------------------- | ----------------------------------- | -------- | ------------------------------------ | -------- | --------------------------------- | -------- |
| 100 metros             | Beatrice Utondu · Nigéria           | 11.39    | Elinda Vorster · África do Sul       | 11.45    | Christy Opara-Thompson · Nigéria  | 11.60    |
| 200 metros             | Mary Onyali · Nigéria               | 22.71    | Yolanda Steyn · África do Sul        | 23.22    | Evette de Klerk · África do Sul   | 23.29    |
| 400 metros             | Tina Paulino · Moçambique           | 51.82    | Emily Odoemenam · Nigéria            | 52.26    | Aïssatou Tandian · Senegal        | 53.00    |
| 800 metros             | Maria de Lurdes Mutola · Moçambique | 1:56.36  | Gladys Wamuyu · Quénia               | 2:01.24  | Ilse Wicksell · África do Sul     | 2:03.75  |
| 1 500 metros           | Elana Meyer · África do Sul         | 4:12.56  | Gwen Griffiths · África do Sul       | 4:13.17  | Getenesh Urge · Etiópia           | 4:13.68  |
| 3 000 metros           | Gwen Griffiths · África do Sul      | 9:13.92  | Merima Denboba · Etiópia             | 9:14.48  | Hellen Chepngeno · Quénia         | 9:14.49  |
| 10 000 metros          | Berhane Adere · Etiópia             | 32:48.52 | Lydia Cheromei · Quénia              | 32:54.55 | Fatuma Roba · Etiópia             | 32:55.32 |
| 100 metros barreiras   | Nicole Ramalalanirina · Madagascar  | 13.32    | Taiwo Aladefa · Nigéria              | 13.50    | Annemarie le Roux · África do Sul | 13.74    |
| 400 metros barreiras   | Omotayo Akinremi · Nigéria          | 57.59    | Lana Uys · África do Sul             | 57.60    | Karen Swanepoel · África do Sul   | 58.23    |
| 4×100 metros estafetas | Nigéria                             | 43.49    | Madagascar                           | 44.93    | África do Sul                     | 45.15    |
| 4×400 metros estafetas | Nigéria                             | 3:33.21  | África do Sul                        | 3:37.24  | Gana                              | 3:39.66  |
| 5 km marcha            | Dounia Kara · Argélia               | 24:33.56 | Amsale Yakobe · Etiópia              | 24:39.04 | Felicita Falconer · África do Sul | 25:32.68 |
| Salto em altura        | Charmaine Weavers · África do Sul   | 1.90     | Lucienne N'Da · Costa do Marfim      | 1.86     | Desiré du Plessis · África do Sul | 1.80     |
| Salto em comprimento   | Christy Opara-Thompson · Nigéria    | 6.57     | Beatrice Utondu · Nigéria            | 6.44     | Hiwot Sisay · Etiópia             | 6.23     |
| Salto triplo           | Petrusa Swart · África do Sul       | 12.95    | Béryl Laramé · Seicheles             | 12.20    | Sonya Agbéssi · Benim             | 12.02    |
| Arremesso de peso      | Louise Meintjies · África do Sul    | 14.66    | Elizabeth Olaba · Quénia             | 14.42    | Luzanda Swanepoel · África do Sul | 14.23    |
| Lançamento do disco    | Lizette Etsebeth · África do Sul    | 54.16    | Nanette van der Walt · África do Sul | 51.58    | Sandra Willms · África do Sul     | 50.56    |
| Lançamento do dardo    | Liezl Roux · África do Sul          | 48.24    | Rhona Dwinger · África do Sul        | 47.60    | Michelle Bradbury · África do Sul | 43.92    |
| Heptatlo               | Chrisna Oosthuizen · África do Sul  | 5339     | Maralize Visser · África do Sul      | 5159     | Caroline Kola · Quénia            | 492      |

## Quadro de medalhas
| Ordem | País                      | Medalha de ouro | Medalha de prata | Medalha de bronze | Total |
| ----- | ------------------------- | --------------- | ---------------- | ----------------- | ----- |
| 1     | África do Sul             | 15              | 16               | 19                | 50    |
| 2     | Nigéria                   | 8               | 9                | 1                 | 18    |
| 3     | Quénia                    | 8               | 5                | 4                 | 17    |
| 4     | Etiópia                   | 2               | 4                | 6                 | 12    |
| 5     | Argélia                   | 2               | 1                | 0                 | 3     |
| 5     | Madagascar                | 2               | 1                | 0                 | 3     |
| 7     | Moçambique                | 2               | 0                | 0                 | 2     |
| 8     | Gana                      | 1               | 1                | 3                 | 5     |
| 9     | República Centro-Africana | 1               | 0                | 0                 | 1     |
| 10    | Costa do Marfim           | 0               | 2                | 0                 | 2     |
| 11    | Seicheles                 | 0               | 1                | 1                 | 2     |
| 11    | Maurícia                  | 0               | 1                | 1                 | 2     |
| 13    | Senegal                   | 0               | 0                | 3                 | 3     |
| 14    | Egito                     | 0               | 0                | 1                 | 1     |
| 14    | Burundi                   | 0               | 0                | 1                 | 1     |
| 14    | Benim                     | 0               | 0                | 1                 | 1     |

Legenda
| Recorde mundial       | Recorde mundial (World record)               |                       | Recorde africano                      | Recorde africano (African) |                                           | Q | Classificado por posição (Qualified) |
| Recorde do campeonato | Recorde do campeonato (Championship record)  | Recorde da América    | Recorde da América (Americas)         | q                          | Classificado por melhor tempo (Qualified) |   |                                      |
| Melhor marca do ano   | Melhor marca do ano (World leading)          | Recorde asiático      | Recorde asiático (Asian)              | DNS                        | Não largou (Did not start)                |   |                                      |
| Recorde nacional      | Recorde nacional (National record)           | Recorde europeu       | Recorde europeu (European)            | DNF                        | Não terminou (Did not finish)             |   |                                      |
| Recorde pessoal       | Recorde pessoal do atleta (Personal best)    | Recorde da Oceania    | Recorde da Oceania (Oceania)          | DSQ / DQ                   | Desclassificado (Disqualified)            |   |                                      |
| Recorde da temporada  | Recorde da temporada do atleta (Season best) | Recorde sul-americano | Recorde sul-americano (South America) | NM                         | Sem marca (No mark)                       |   |                                      |